# Lambethský palác

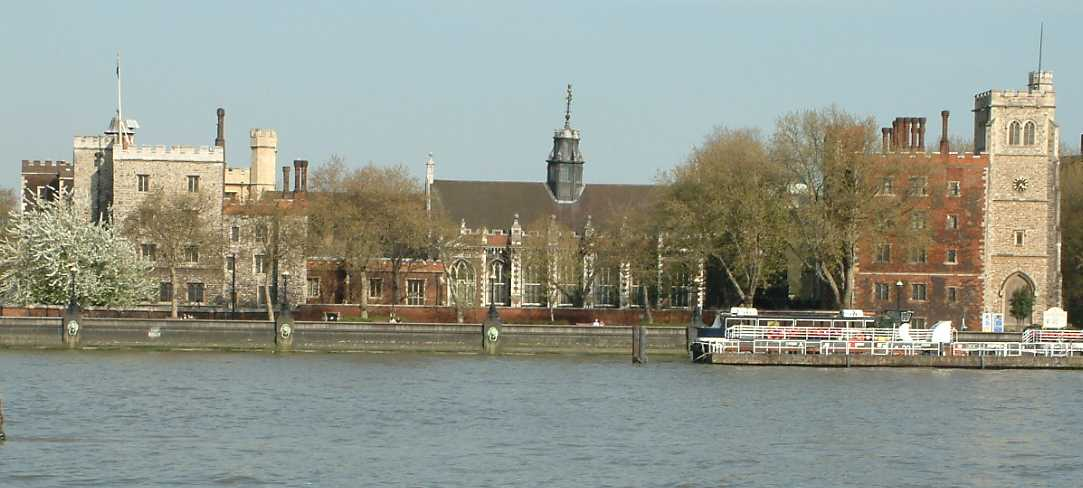
Lambethský palác – pohled přes řeku Temži.

Lambethský palác (Lambeth Palace) je oficiální londýnské sídlo arcibiskupa z Canterbury. Nachází se v městském obvodu Lambeth, na jižním nábřeží Temže, nedaleko od Westminsterského paláce. Byl zakoupen pro arcibiskupa okolo roku 1200.

## Historie
Jižní břeh Temže se rozvíjel pomaleji než historické centrum Londýna, protože půda zde byla bažinatá. Jméno "Lambeth" ztělesňuje "hithe", přistání na řece: arcibiskupové přicházeli a odcházeli po moři, stejně jako John Wycliff, který zde byl souzen pro kacířství. Při anglickém rolnickém povstání v roce 1381 byl palác napaden.
Nejstarší dochovaná část paláce je staroanglická kaple. Takzvaná Lollardova věž, která byla v 17. století používána jako vězení, pochází z roku 1440. Dochovala se i tudorovská cihlová vstupní brána, postavená kardinálem Johnem Mortonem roku 1495. Rakev kardinála Pole zde byla vystavena 40 dní po jeho smrti roku 1558.

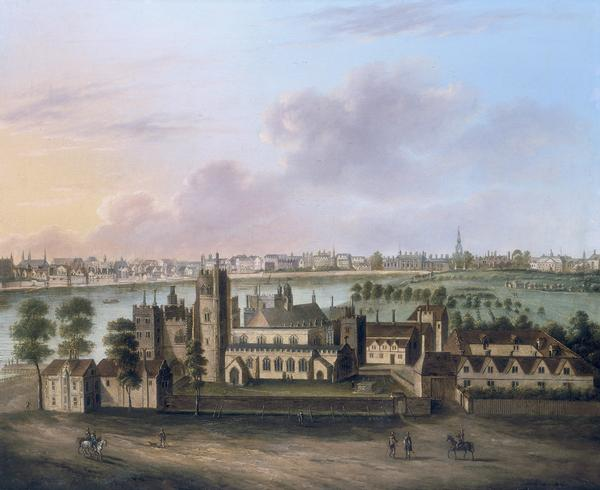
Lambethský palác – pohled od jihu, cca z roku 1685.

Velká hala byla vypleněna Cromwellovými tlupami v době Anglické občanské války. Po skončení války byla arcibiskupem Williamem Juxonem roku 1663 rekonstruována ve stylu zdůrazňujícím kontinuitu episkopálního směru v Anglikánské církvi s Katolickou církví (králův bratr byl katolík).
Část Lambethského paláce obývaná současným arcibiskupem byla postavena v neogotickém slohu Edwardem Blorem, který se podílel na přestavbě Buckinghamského paláce, roku 1834. V paláci se nachází mnoho portrétů arcibiskupů od významných malířů například od Hanse Holbeina, Anthonyho van Dycka, Williama Hogartha a sira Joshuy Reynoldse.

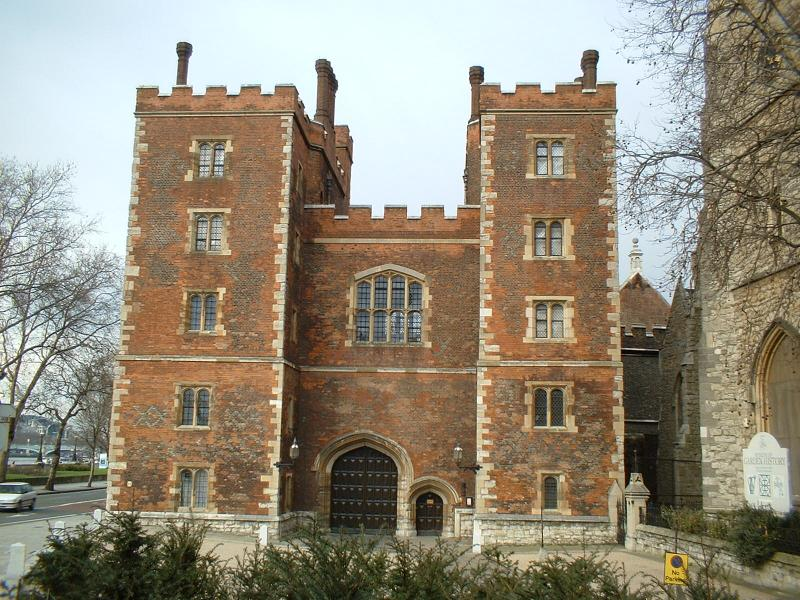
Vstupní brána Lambethského paláce.

## Knihovna Lambethského paláce
Oficiální arcibiskupská knihovna obsahuje velký počet významných děl z historie Anglikánské církve. Byla založena jako veřejná knihovna arcibiskupem Richardem Bancroftem roku 1610. Obsahuje velkou sbírku materiálu o církevních dějin, včetně arcibiskupských a biskupských archivů a dokumentů vztahujících se k různým anglikánských misijním a charitativním společnostem. Cenná sbírka originálních rukopisů obsahuje důležité materiály, některé lze datovat zpětně až do 9. století. Mimo historického významu je tato kolekce charakteristická šíři témat od historie umění a architektury až po historii koloniálního panství Britského impéria a různých aspektů anglické sociální, politické a ekonomické historie. Je také zdrojem pro studium místní historie a genealogie.
Knihovna obsahuje více než 120.000 knih, stejně jako archivy arcibiskupa z Canterbury a jiných církevních orgánů sahají až do 12. století. V knihovně se nachází také Lambethská a Gutenberská bible.

## Kostel St Mary-at-Lambeth
Sousední farní kostel St Mary-at-Lambeth byl rekonstruován okolo roku 1850, ačkoli zachované starodávné památníky dávají tomuto chrámu nádech starobylosti. Mezi jinými jsou to hrobky některých arcibiskupů a zahradník. Kostel byl odsvěcen roku 1972 a v současnosti se zde nachází Muzeum zahradnické historie.

## Mortonova věž
Mortonova věž je červeně cihlová Tudorovská vrátnice se dvěma věžemi s cimbuřím, která tvoří vstup do moderních budov a areálů paláce. Byla postavena kardinálem John Mortonem kolem roku 1490.
Morton sám žil krátkodobě ve věži a používal velké místnosti v centru věže nad větší z obou bran jako audienční síni.
"Lambethská podpora", denní nabídka chleba, vývaru a peněz byla zavedena na popud arcibiskupa Winchelsea ve třináctém století. Toto dárcovství bylo nabízeno z věže až do roku 1842.
V přízemí jižní věže je malá cela, která byla krátce používaná jako vězení v 16. století. Dva železné kroužky lze stále nalézt připevněné na stěnu.
Když se Thomas More přidal k personálu Lambethského Paláce ve věku dvanácti let, aby získal vzdělání ve fungování významné domácnosti, předpokládá se, že bydlel ve věži v průběhu svého pobytu.
Hlavní vchod do Lambethského paláce, Mortonova věž, je denně hlídán týmem vrátných. Umístění vrátnice zůstává nezměněné od doby, kdy byla věž postavena.
Dopravní spojení – metro – Lambeth North